# Caselline (Albinea)
Caselline è una frazione del comune di Albinea. Situata a 1 km a nord dell'abitato di Albinea Fola, Caselline si estende dal fondo del rio Arianna (o Ariana), fino alle Saldine lungo viale Vittorio Emanuele II e via Achille Grandi.

## Monumenti e luoghi d'interesse
- Villa Arnò

## Società

### Istituzioni, enti e associazioni

#### Sanità
Caselline ospita la casa di cura Giovanni XXIII, un ospedale geriatrico.

## Cultura

### Istruzione
A Caselline si trova la scuola media "Ludovico Ariosto" di Albinea

## Sport
È presente il Circolo Tennis di Albinea

## Infrastrutture e trasporti
Caselline è percorsa da nord a sud dalla S.P. Reggio Emilia-Regnano. Inoltre, le linee extraurbane ACT e la linea urbana 1 la collegano con Reggio Emilia, Albinea, Botteghe e Regnano.